# Coris aurilineata
Coris aurilineata Randall & Kuiter, 1982 è un pesce di acqua salata appartenente alla famiglia Labridae.

## Distribuzione e habitat
Proviene dalle barriere coralline dell'Australia, nell'oceano Pacifico occidentale. Nuota tra 3 e 10 m di profondità in aree con fondali sabbiosi poco al di fuori delle barriere, spesso ricche di alghe.

## Descrizione
Presenta un corpo abbastanza allungato, compresso lateralmente, con la testa dal profilo appuntito. La lunghezza massima registrata è di 14 cm. I maschi adulti si distinguono dalle femmine per l'assenza di macchie nere sulla pinna dorsale, che è bassa e lunga. La colorazione è a righe orizzontali verdi e rosse-arancioni, e la pinna caudale, dal margine arrotondato, è degli stessi colori del corpo. La base delle pinne pettorali è gialla.

## Biologia

### Comportamento
Nuota in banchi composti solitamente da pochi esemplari.

### Riproduzione
È oviparo e la fecondazione è esterna. Non ci sono cure nei confronti delle uova.

## Conservazione
Questa specie non è particolarmente ricercata negli acquari né per la pesca e parte del suo areale coincide con delle aree marine protette, quindi viene classificata come "a rischio minimo" (LC) dalla lista rossa IUCN.